# V8 Supercar 1999
V8 Supercar säsongen 1999 vanns av Craig Lowndes, vilket var hans andra raka titel, och den tredje totalt. Efter det följde ett helt decennium utan titlar för Lowndes, som trots det fortsatte att vinna race och slåss i toppen.

## Delsegrare
| Bana           | Vinnare         | Märke  | Tvåa            | Märke  | Trea           | Märke  |
| -------------- | --------------- | ------ | --------------- | ------ | -------------- | ------ |
| Eastern Creek  | Mark Skaife     | Holden | Craig Lowndes   | Holden | Garth Tander   | Holden |
| Adelaide       | Craig Lowndes   | Holden | Greg Murphy     | Holden | Russell Ingall | Holden |
| Barbagallo     | Craig Lowndes   | Holden | Glenn Seton     | Ford   | Jason Bright   | Ford   |
| Phillip Island | Mark Skaife     | Holden | Craig Lowndes   | Holden | Glenn Seton    | Ford   |
| Hidden Valley  | Jason Bright    | Ford   | Garth Tander    | Holden | Russell Ingall | Holden |
| Sandown        | Mark Skaife     | Holden | Craig Lowndes   | Holden | Paul Radisich  | Ford   |
| Ipswich        | Garth Tander    | Holden | Craig Lowndes   | Holden | Jason Bright   | Ford   |
| Calder Park    | Mark Skaife     | Holden | Garth Tander    | Holden | John Bowe      | Ford   |
| Symmons Plains | Mark Skaife     | Holden | Jason Bargwanna | Holden | Russell Ingall | Holden |
| Winton         | Jason Bargwanna | Holden | Russell Ingall  | Holden | Jason Bright   | Ford   |
| Oran Park      | Mark Skaife     | Holden | Craig Lowndes   | Holden | Jason Bright   | Ford   |

## Endurancerace
| Bana           | Vinnare                      | Märke  | Tvåa                         | Märke  | Trea                             | Märke  |
| -------------- | ---------------------------- | ------ | ---------------------------- | ------ | -------------------------------- | ------ |
| Queensland 500 | Russell Ingall Larry Perkins | Holden | Garth Tander Jason Bargwanna | Holden | Craig Lowndes Cameron McConville | Holden |
| Bathurst 1000  | Greg Murphy Steven Richards  | Holden | Lowndes Cameron McConville   | Holden | Mark Skaife Paul Morris          | Holden |

## Slutställning
| Plats | Förare          | Märke  | Poäng |
| ----- | --------------- | ------ | ----- |
| 1     | Craig Lowndes   | Holden | 1918  |
| 2     | Russell Ingall  | Holden | 1804  |
| 3     | Mark Skaife     | Holden | 1656  |
| 4     | Glenn Seton     | Ford   | 1656  |
| 5     | Garth Tander    | Holden | 1470  |
| 6     | Greg Murphy     | Holden | 1428  |
| 7     | Steven Richards | Holden | 1310  |
| 8     | Jason Bright    | Ford   | 1276  |
| 9     | Larry Perkins   | Holden | 1232  |
| 10    | Dick Johnson    | Ford   | 1160  |